# آن تيري وايت
آن تيري وايت (بالإنجليزية: Anne Terry White)‏ هي محرِّرة وكاتِبة ومترجمة أمريكية، ولدت في 19 فبراير 1896 في أوكرانيا، وتوفيت في 1 يوليو 1980.